# Thatcher-illusie

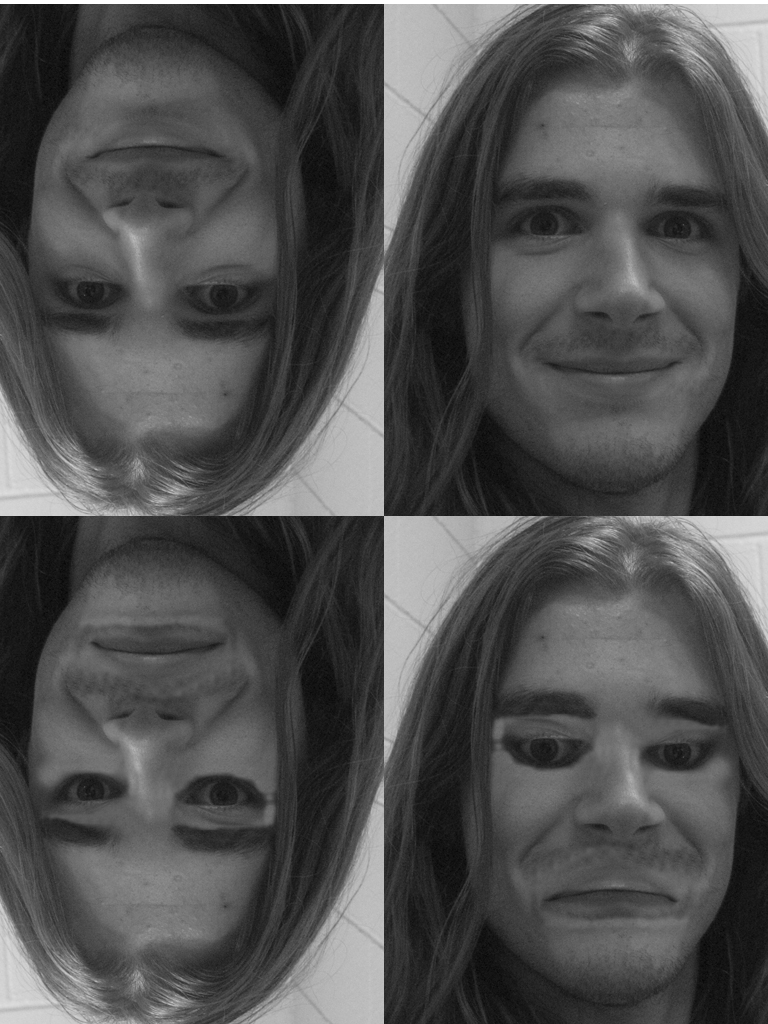
De 'Thatcher illusie'. Boven: normale gezichten. Onder: kunstmatig vervormde gezichten. Vervorming van het gezicht valt niet (weinig) op in de omgekeerde versie van de foto (linksonder) maar wel in de normale versie (rechtsonder}

De Thatcher-illusie of het Thatcher-effect is een visuele illusie die aantoont dat vervorming van gezichten niet opvalt als de gezichten omgekeerd worden waargenomen. De illusie is zo genoemd omdat een foto van de voormalige Britse premier Thatcher gebruikt is bij de demonstratie van dit fenomeen. Het oorspronkelijke idee is echter afkomstig van Thompson, en in 1986 beschreven door Julesz, die hiervoor een foto van de Mona Lisa van Leonardo da Vinci gebruikte.
De illusie bewijst dat waarneming van gezichten gevoelig is voor de configuratie van het gezicht. Bij waarneming van omgekeerde gezichten spelen vooral pre-attentieve processen een rol: het gaat daarbij vooral om het snel scannen van elementaire kenmerken als kleur, vorm, hoeken, oriëntatie e.d. Bij waarneming van het gezicht in de normale positie worden alle afzonderlijke kenmerken 'gebonden' in het totale beeld. Pas dan merken we dat bepaalde details niet overeenstemmen met de in ons geheugen opgeslagen kennis van de anatomie van het menselijke gezicht. Mogelijk spelen hierbij ook gebieden in de temporale en occipitale kwabben van de hersenen een rol die gespecialiseerd zijn in gezichtsherkenning.